# 布赖恩·布拉德利
布赖恩·布拉德利（英語：Brian Bradley，1965年1月21日—），加拿大男子冰球运动员，场上位置是前锋。他曾代表加拿大国家队参加1988年冬季奥林匹克运动会冰球比赛，获得第4名。